# 知和駅
知和駅（ちわえき）は、岡山県津山市加茂町小渕にある、西日本旅客鉄道（JR西日本）因美線の駅である。
2020年3月13日まで、午前中は智頭方面への停車列車が1本も設定されていなかった（午前中の上り列車は全て快速列車で、当駅を通過）。智頭方面への初発列車は2019年3月現在で12時09分となっていた。この状態は2020年3月14日ダイヤ改正で、朝の快速1本が各停の普通列車へ格下げされることで解消された。

## 歴史

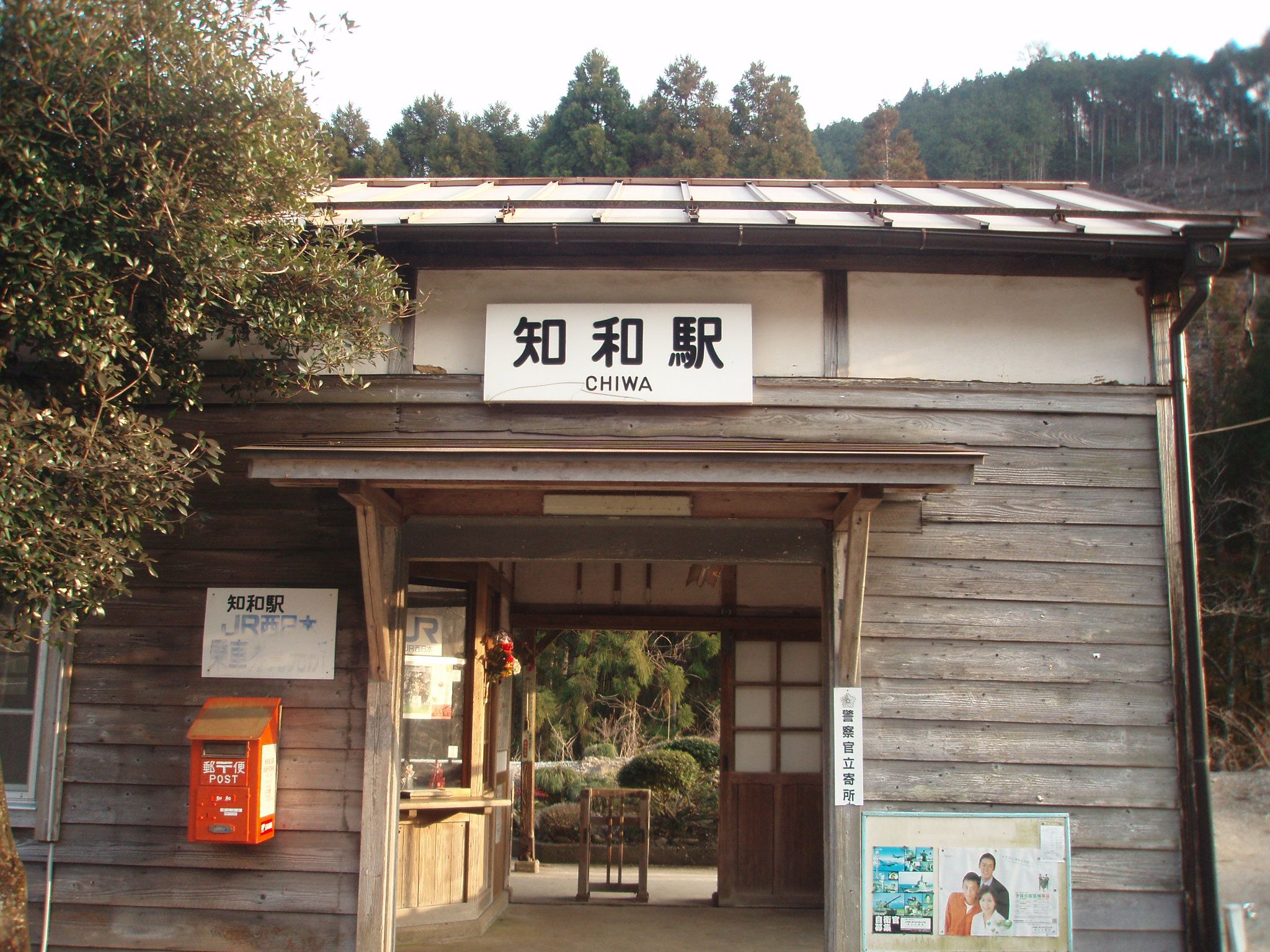
駅正面（2008年3月）

- 1931年（昭和6年）9月12日：因美南線（現・因美線）美作河井 - 美作加茂間延伸時に開設[2]。
  - 当時の所在地表示は岡山県苫田郡東加茂村小渕であった[2]。
- 1942年（昭和17年）5月27日：加茂町（第2次）成立に伴い、所在地表示が岡山県苫田郡加茂町小渕となる。
- 1954年（昭和29年）4月1日：加茂町（第3次）成立に伴い、所在地表示が岡山県苫田郡加茂町小渕となる。
- 1970年（昭和45年）10月1日：貨物・荷物扱い廃止[3]、無人駅化[4]。
- 1987年（昭和62年）4月1日：国鉄分割民営化に伴い、JR西日本の駅となる[3]。
- 2005年（平成17年）2月28日：加茂町が津山市に編入、所在地表示が岡山県津山市加茂町小渕となる。

## 駅構造

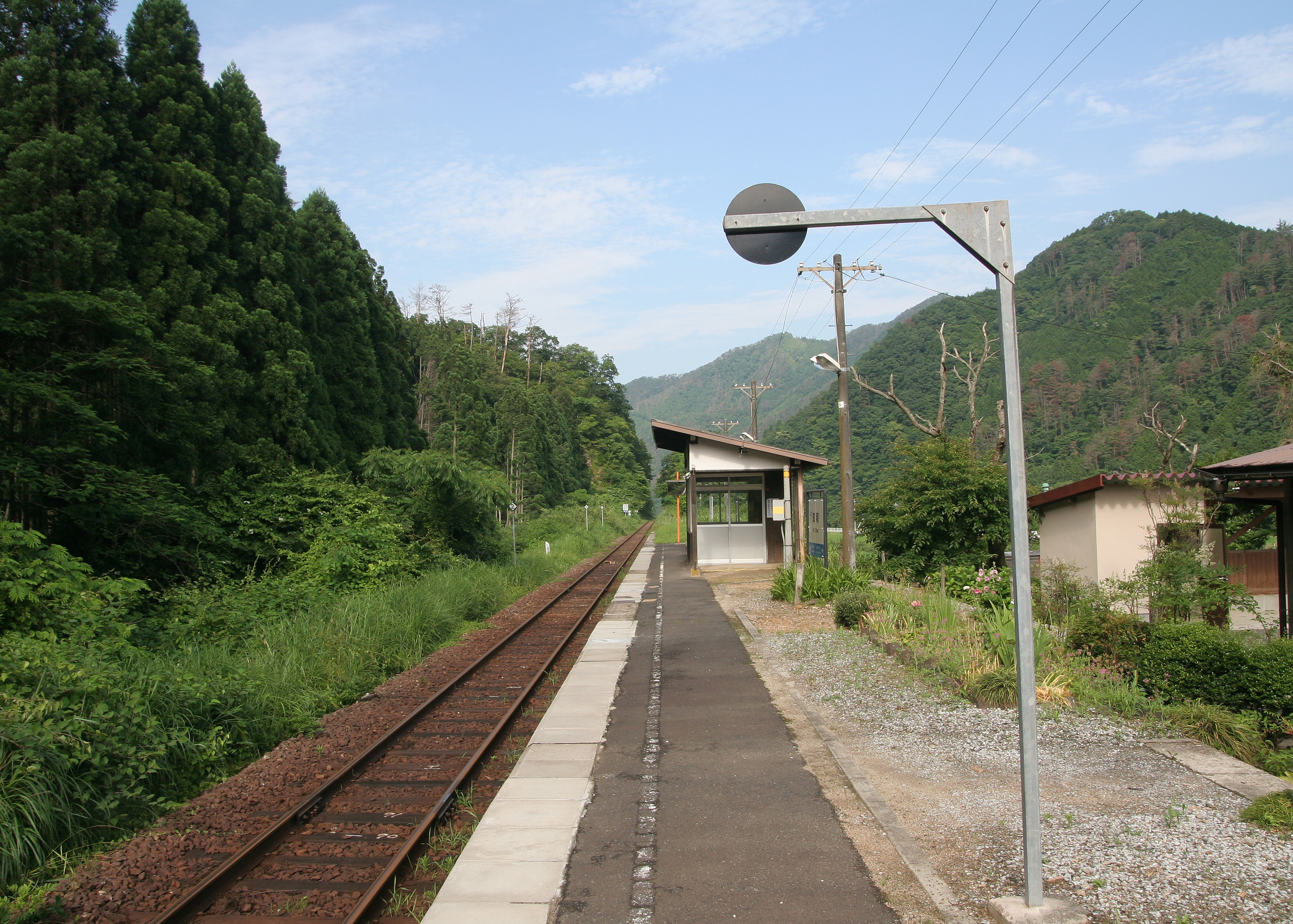
構内（2009年6月）

津山方面に向かって右側に単式ホーム1面1線を有する地上駅（停留所）。
木造駅舎を備える。棒線駅のため、津山方面行・智頭方面行双方が同一ホームから発車する。津山駅管理の無人駅。自動券売機や乗車駅証明書発行機は無い。

## 利用状況
近年の1日平均乗車人員の推移は以下の通り。
| 乗車人員推移 | 乗車人員推移 |
| 年度         | 1日平均人数  |
| ------------ | ------------ |
| 1999         | 22           |
| 2000         | 27           |
| 2001         | 25           |
| 2002         | 19           |
| 2003         | 13           |
| 2004         | 12           |
| 2005         | 17           |
| 2006         | 13           |
| 2007         | 8            |
| 2008         | 7            |
| 2009         | 4            |
| 2010         | 5            |
| 2011         | 9            |
| 2012         | 9            |
| 2013         | 9            |
| 2014         | 9            |
| 2015         | 9            |
| 2016         | 7            |
| 2017         | 6            |
| 2018         | 4            |
| 2019         | 6            |
| 2020         | 9            |
| 2021         | 8            |

## 駅周辺
- 上加茂郵便局
- 岡山県道・鳥取県道6号津山智頭八東線

## 隣の駅
西日本旅客鉄道（JR西日本）
 因美線
■快速
通過
■普通
美作河井駅 - 知和駅 - 美作加茂駅